# Nonnula
A Nonnula a madarak (Aves) osztályának harkályalakúak (Piciformes) rendjébe, ezen belül a bukkófélék (Bucconidae) családjába tartozó nem.

## Előfordulásuk
A Nonnula-fajok előfordulási területe Panamától délre, majdnem az egész Dél-Amerikára kiterjed. A trópusi esőerdők lakói.

## Rendszerezés
A nembe az alábbi 6 faj tartozik:
- vörösfejű törpebukkó (Nonnula amaurocephala) Chapman, 1921[1]
- Nonnula brunnea Sclater, 1881[2]
- Nonnula frontalis (Sclater, 1854)[3]
- Nonnula rubecula (Spix, 1824)[4]
- Nonnula ruficapilla (Tschudi, 1844)[5]
- Nonnula sclateri Hellmayr, 1907[6]